# Sancha Raimúndez
Sancha Raimúndez (1095/1102-28 de febrero de 1159), infanta de León, fue hija de Raimundo de Borgoña y de la reina Urraca I de León.

## Biografía
Debió de nacer entre los años 1095, año del matrimonio de sus padres, y 1102. Hija de la reina Urraca I de León y de Raimundo de Borgoña, era hermana de Alfonso el Emperador, que heredó a la muerte de su madre los reinos de León, Castilla y Galicia.
Se crio, además de en compañía de su madre, junto a sus tías, las infantas Sancha y Elvira, hijas de Alfonso VI de León, quienes en ese momento disfrutaban de la posesión del Infantado, es decir, un conjunto de monasterios e iglesias distribuidos por todo el reino, y que a la muerte de sus propietarias, que únicamente podían ser infantas solteras, debían volver a la Corona, como ocurrió en el caso de la infanta Sancha, que también ostentó la posesión de los Infantados de los reinos de León, Castilla y Galicia.

A la muerte de su madre la reina Urraca en 1126, le sucedió su hijo Alfonso quien nombró a su hermana la infanta Sancha reina, precedente que había sentado su abuelo Alfonso VI de León al otorgar el título de reina a su hermana la infanta Urraca de Zamora. La infanta-reina Sancha se convirtió entonces en una de las principales consejeras y colaboradoras de su hermano el rey, apareciendo casi siempre su nombre en los documentos públicos de su hermano. En 1127, un año después de fallecer su madre, recibió el Infantado de manos de su hermano, lo cual la convertía en señora de varios de los monasterios más importantes del reino, entre ellos, el de San Isidoro de León. Primero tomó posesión del Infantado de León, y posteriormente, de los de Galicia y Asturias. Heredó todos los Infantados que había en el reino de León, y que eran los de Covarrubias, Valle del Torío, León, Tierra de Campos, el Bierzo y Asturias. En 1138 impulsó la restauración del Monasterio de Santa María de Carracedo, cediéndolo a los monjes del Monasterio de Santa María de Valverde de Corullón.

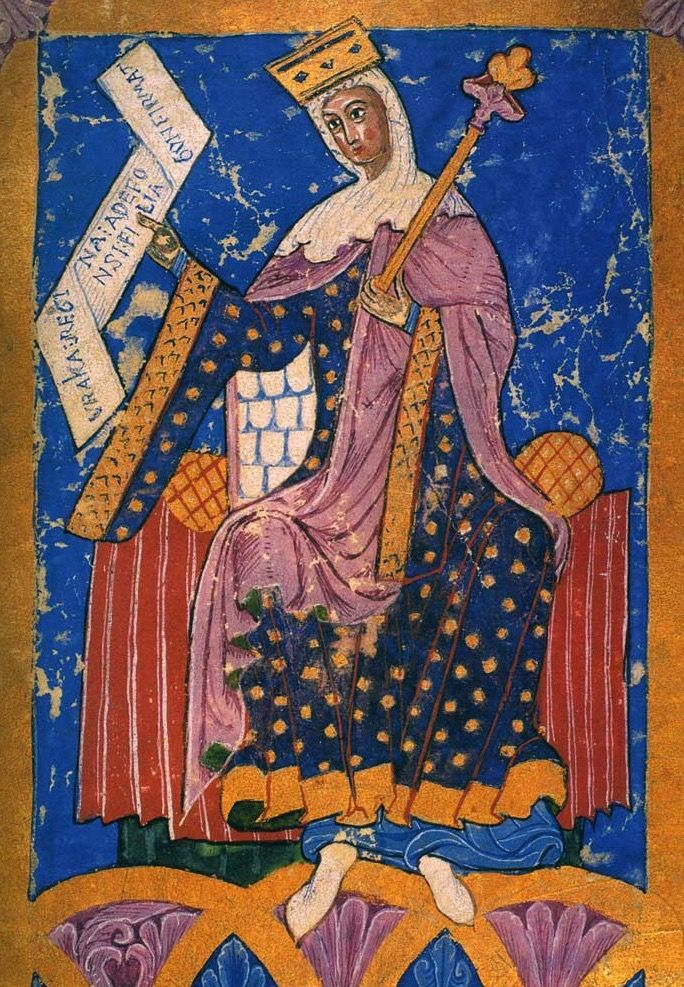
Miniatura medieval que representa a la reina Urraca I de León, madre de la infanta Sancha Raimúndez.

La infanta Sancha donó en 1141 el monasterio de Santa María de Wamba, actualmente desaparecido, con todos sus territorios, villas, iglesias, heredades y pertenencias a la Orden de San Juan de Jerusalén, pro redemptione omnium peccatorum meorum, pro salvatione anime mee, pro anima patris et matris mee et pro etiam anime domine Gelbire, mee amite. La donación efectuada en 1141 a los Hospitalarios fue de tal magnitud que durante los años siguientes, los contactos entre la infanta y los caballeros de San Juan estuvieron casi siempre relacionados con esta donación. Las tierras y lugares donados a los Hospitalarios habían formado parte de un Infantazgo que había pertenecido al conde Raimundo de Borgoña. Siete años después, en 1148, donó a la Orden de San Juan de Jerusalén la iglesia de Santa María de Olmedo, y un año antes, en 1147, fundó el Monasterio de Santa María de La Santa Espina, en la provincia de Valladolid, fundación que fue confirmada por su hermano el rey Alfonso un año después.
En 1148, reunidas las Cortes del reino en la ciudad de Palencia, la infanta-reina Sancha consiguió de su hermano el Emperador, de los obispos y de los próceres del reino que los canónigos agustinos que habitaban el Monasterio de Carbajal de la Legua se trasladasen a la Colegiata de San Isidoro de León, Panteón de los Reyes de León y, al mismo tiempo, que las religiosas benedictinas que habitaban en San Isidoro de León desde hacía más de doscientos años se trasladasen al Monasterio de Carbajal de la Legua, cumpliendo así la infanta con la orden del propio San Isidoro de Sevilla, que en una aparición le había ordenado que abandonase el monasterio.
En 1156 donó a la Orden del Hospital de San Juan de Jerusalén el poblado de San Juan de Arenas, en el concejo asturiano de Siero, a condición de que jamás lo enajenaran, y ese mismo año, concedió a los canónigos de San Isidoro de León el privilegio, rubricado por su hermano el rey, de que todos los hombres que lo deseasen podían declararse vasallos del Monasterio «por derecho de behetría», es decir, podían incorporarse a la jurisdicción del monasterio llevando todas sus posesiones, pero quedando dispensados desde entonces de pagar impuesto alguno al rey. Su hermano Alfonso falleció al año siguiente, en 1157, siendo sucedido en el trono de León por Fernando II de León, y en el de Castilla por Sancho el Deseado.
Otorgó testamento en 1159, en el que, entre otras disposiciones, ordenaba reintegrar a San Isidoro de León todas las posesiones que ella se había reservado de por vida, y que habían pertenecido en el pasado al monasterio de San Julián y Santa Basilisa de Ruiforco, y que estaban adscritas a San Isidoro de León desde la época de Alfonso V de León. El patrimonio del monasterio de Ruiforco de Torío constituyó el núcleo central del Infantado de Torío y, debido al testamento de la infanta Sancha, que fue hecho efectivo por su sobrino Fernando II de León, quedó vinculado definitivamente a San Isidoro de León.
La infanta Sancha falleció el 28 de febrero de 1159.

## Sepultura

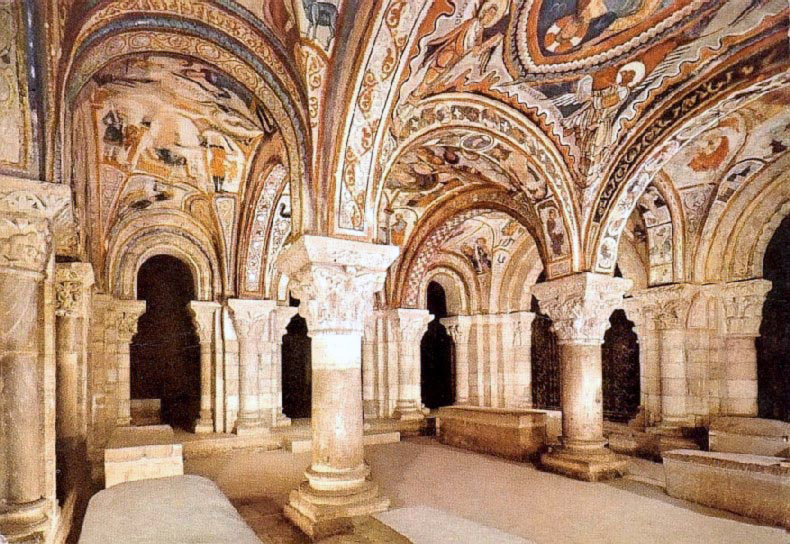
Panteón de Reyes de San Isidoro de León, donde se encuentra sepultada la infanta-reina Sancha Raimúndez.

Fue sepultada en el Panteón de Reyes de San Isidoro de León donde había sido enterrada su madre, la reina Urraca. Los restos mortales de la infanta Sancha, que se conservan incorruptos en la actualidad, fueron depositados en el interior de un sepulcro de piedra, que aún se conserva, sobre cuya cubierta, que aunque se halla partida por la mitad se conserva íntegra, fue esculpido el siguiente epitafio latino:

Hesperiae speculum, decus orbis, gloria Regni, HIC REQUIESCIT REGINA DOMNA SANCIA, SOROR IMPERATORIS justitia culmen, et pietatis apex Santia pro ADEFONSI FILIA URRACHAE ET RAIMUNDI, HAEC STATUIT meritis inmensum nota per orbem, proh dolor¡ exiguo ORDINEM REGULARIUM CANONICORUM IN ECCLESIA ISTA, ET clauderis in tumulo, Sol bis sexcentos, QUIA DICEBAT BEATUM ISIDORUM SPONSUM SUUM, demtis tribus, egerat annes, cum pia subcubuit VIRGO OBIIT ERA M. C. LX VII PRID. KAL. MARTII finis erat Februarii.

Durante la Guerra de la Independencia, el Panteón de Reyes de San Isidoro de León quedó convertido en establo y los cadáveres allí sepultados fueron extraídos de sus sepulcros por los soldados franceses y amontonados en un rincón, siendo después recogidos por los canónigos de la Colegiata y llevados a la iglesia de Santa Marina de León, excepto el de la infanta Sancha, que, debido a la veneración que se le profesaba, fue recogido aparte y llevado a la casa de un vecino de León, donde permaneció hasta el final de la contienda, en que fue devuelta al templo de San Isidoro en presencia de las autoridades de la ciudad, siendo colocada la momia en un sepulcro, aunque sin tapa, pues la tapa del verdadero sepulcro de la infanta apareció varios años después, partida por la mitad. En 1858, Isabel II visitó la Basílica de San Isidoro de León y contempló la momia de la infanta Sancha, que se hallaba desnuda. Por ello, cuando la reina regresó a Madrid, envió un manto de brocado de oro para que la momia fuera vestida con él, aunque dicho manto desapareció durante el Sexenio Revolucionario, al parecer, sustraído por el gobernador provincial, a quien le fue prestado para que hiciese una copia de él, a fin de que su esposa hiciese una réplica para ella, y que sin embargo nunca devolvió.
Durante el estudio llevado a cabo en 1997 de las tumbas del Panteón de Reyes de San Isidoro de León se constató que el cadáver de la infanta se hallaba incorrupto, característica que comparte con el del infante Fernando, hijo de Fernando II de León, que también yace sepultado allí. Introducida en el cojín donde reposaba la cabeza de la infanta Sancha se halló una carta, fechada el 22 de diciembre de 1868, en la que se manifiesta: «En el año 1868, reinando doña Isabel II, se hallaba el Panteón de los reyes en un estado de completo abandono, y el cadáver de la reina doña Sancha, perfectamente conservado en estado de momia, se encontraba en completa desnudez. El Panteón fue restaurado por el celo del Gobernador de esta provincia, D. Manuel Rodríguez Monje y  por su hija Doña Carmen se vistió dicho cadáver con ropa de tisú de la reina doña Isabel II, regalo para este efecto».
No obstante lo anterior, diversas fuentes señalan que la infanta Sancha fue enterrada en la Catedral de Zamora, mientras que otras sostienen que fue sepultada en la Colegiata de San Cosme y San Damián de Covarrubias. En el muro izquierdo del presbiterio de la Catedral de Zamora se encuentra colocado un epitafio, compuesto en 1620-1621 por Alonso de Remesal, en el que se consigna que la infanta Sancha recibió sepultura allí:

HIC IACET ILLUSTRIS DOMINA SANCIA INFANTISSA SOROR ADEPHONSI IMPERATORIS

Por otra parte, en la Colegiata de Covarrubias se encuentra colocado un sepulcro de piedra, fechado en el siglo XV, que se supone contiene los restos de la infanta Sancha, quien concedió sus Fueros a la localidad de Covarrubias en el año 1148. Sobre la tapa del sepulcro atribuido a la infanta aparece esculpida la cruz abacial y en el frente se halla colocado el escudo cuartelado de Castilla y León, que le fue concedido a la infanta Sancha por su hermano el rey.
En el Monasterio de Santa María de La Santa Espina, situado en la provincia de Valladolid, junto al retablo del Altar Mayor, en el lado del Evangelio, se halla colocada una estatua orante que representa a la infanta Sancha Raimúndez, realizada en alabastro, aunque la infanta no recibió sepultura allí.

## Legado
La infanta-reina Sancha, al igual que su hermano Alfonso efectuó grandes donaciones al templo de San Isidoro de León en el que residió de forma permanente antes de que fuera habitado por los canónigos agustinos, en 1148, y en su época finalizaron las obras emprendidas en la nueva iglesia de San Isidoro de León en tiempos de la infanta Urraca de Zamora. La infanta, que se llamaba «esposa de San Isidoro», fue colmada de elogios incluso hallándose en vida y los canónigos agustinos de San Isidoro la consideraron su fundadora.
Después de su defunción, la institución del Infantado entró en decadencia y desapareció prácticamente como tal, puesto que ya no será patrimonio de las infantas que permanecían solteras. Años después de la defunción de Alfonso VII de León, el rey Alfonso VIII de Castilla donó los bienes del Infantado castellano a diferentes iglesias, como la Colegiata de Covarrubias o el Monasterio de las Huelgas de Burgos, mientras que en el reino de León, su tío Fernando II de León donó a su hermana Sancha de Castilla, reina de Navarra, todo el Infantado leonés.